# 2MASS J07554795+2212169
2MASS J07554795+2212169 ist ein Brauner Zwerg der Spektralklasse T5 im Sternbild Zwillinge. Er wurde 2002 von Adam J. Burgasser et al. entdeckt.